# Médaille commémorative de l'expédition du Tonkin
La médaille commémorative de l'expédition du Tonkin (medaglia commemorativa della spedizione del Tonchino) fu assegnata a tutti i soldati e marinai francesi che parteciparono alle battaglie della campagna del Tonchino e della guerra franco-cinese, tra il 1883 e il 1885. La medaglia, istituita da una legge del 6 settembre 1885, fu coniata alla Monnaie de Paris e distribuita poco prima della parata del 14 luglio 1886 a circa 65.000 soldati e marinai. La medaglia fu poi assegnata ai partecipanti di numerose campagne in Indocina, sia precedenti sia successive, portando il numero totale dei decorati a 97.300.

## Legge del 6 settembre 1885
La legge del 6 settembre 1885 recitava:
- Articolo 1. È istituita una medaglia commemorativa per la spedizione del Tonchino e le operazioni militari dirette contro la Cina e l'Annam nel 1883, 1884 e 1885.
- Articolo 2. La medaglia è d'argento, del diametro di 30 millimetri. Su un lato reca l'effigie della Repubblica, con la scritta République française e sull'altro la legenda Tonkin, Chine, Annam e in un'iscrizione i nomi delle più gloriose imprese d'armi. Il medaglione è racchiuso in una corona d'alloro.
- Articolo 3. Le persone insignite di questa medaglia la porteranno sul lato sinistro del petto, attaccata a un nastro per metà verde e per metà giallo.
- Articolo 4. La medaglia sarà concessa dal Presidente della Repubblica a tutti i soldati e marinai che hanno partecipato alla spedizione del Tonchino e alle operazioni militari dirette contro la Cina e l'Annam nel 1883, 1884 e 1885, su raccomandazione del ministero responsabile del rispettivo corpo o servizio.

## Descrizione
Come previsto dalla legge del 6 settembre 1885, il dritto della medaglia presenta l'effigie della Repubblica e la scritta République française, racchiusa in una corona d'alloro. La Repubblica è rappresentata come una giovane donna con l'elmo e la parola Patrie incisa sulla visiera dell'elmo.
Sul retro della medaglia sono elencati alcuni degli scontri più importanti della campagna del Tonchino e della guerra franco-cinese. Furono realizzate due emissioni di medaglie, una per l'esercito e una per la marina e le troupes de marine. La medaglia emessa della marina comprende i seguenti nomi: Cau-Giaï, Sontay, Bac-Ninh, Fou-Tchéou, Formose, Tuyen-Quan, Pescadores. La medaglia dell'esercito omette il nome di Cau-Giaï, poiché la battaglia di Cầu Giấy, una grave sconfitta francese del 19 maggio 1883 in cui rimase ucciso Henri Rivière, vide coinvolta solo la marina.
I nomi, riportati in ordine cronologico, si riferiscono rispettivamente alla battaglia di Cầu Giấy (19 maggio 1883), alla campagna di Sơn Tây (dicembre 1883), alla campagna di Bắc Ninh (marzo 1884), alla battaglia di Fuzhou (23 agosto 1884), alla campagna di Keelung (agosto 1884-aprile 1885), all'assedio di Tuyên Quang (novembre 1884-marzo 1885) e alla campagna delle Pescadores (marzo 1885).
Il nastro della medaglia era della larghezza di 36 mm. Previsto dalla legge del 6 settembre 1885 come metà verde e metà giallo, fu ridisegnato durante della produzione e la versione finale presentava quattro strisce verdi su sfondo giallo.
Sulla fascetta è incisa la parola Tonkin.

## Conferibilità e distribuzione

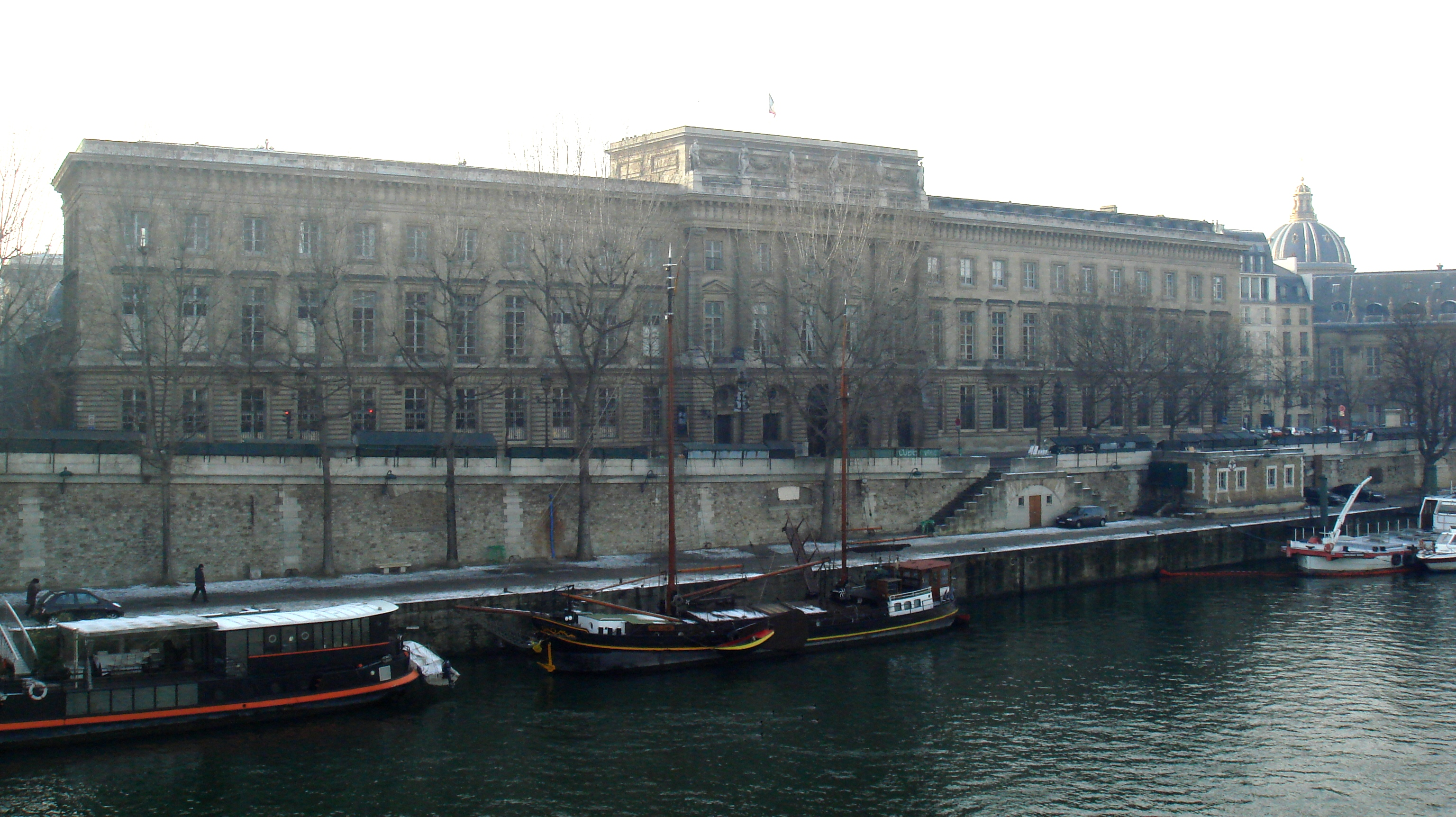
La Monnaie de Paris

La medaglia, coniata alla Monnaie de Paris, fu inizialmente conferita ai partecipanti alle campagne in Tonchino, Annam e Cina tra il 1883 e il 1885. Non vi fu alcuna distinzione tra combattenti e non combattenti. Il personale amministrativo e di supporto, compresi gli addetti alle mense e i funzionari che lavoravano nei servizi di tesoreria, posta e telegrafia militare, erano idonei all'assegnazione della medaglia. La medaglia non fu assegnata ai coloro che avevano un curriculum di servizio inficiato da gravi reati militari o da cattiva condotta abituale.
Nel caso di uomini morti in servizio attivo, la medaglia fu consegnata come ricordo a un parente prossimo (in ordine di preferenza il figlio maggiore, la vedova, il padre, la madre e il fratello maggiore del defunto).
Con ogni medaglia fu consegnato anche un diploma rilasciato per la marina dal ministero della marina e per l'esercito dal ministero della guerra.
Una legge del 27 luglio 1887 estese l'assegnazione della medaglia ai militari che avevano preso parte a varie spedizioni in Indocina successive alla guerra franco-cinese e a quelli che avevano combattuto nel Tonchino sotto Francis Garnier nel 1873 e nelle prime campagne di Henri Rivière nel 1882. La medaglia fu infine assegnata a tutti i militari che avevano combattuto tra il 1885 e il 1893 nel Tonchino, nell'Annam, in Cambogia, in Siam (guerra franco-siamese) e nell'Alto Mekong, portando il numero totale dei decorati a 97.300.

## Controversie
L'elenco delle imprese d'armi commemorate sul retro della medaglia fu causa di conreoversie.
La commemorazione della sconfitta francese nella battaglia di Cầu Giấy suscitò qualche perplessità. Il governo incluse questo scontro come tributo ai due martiri più importanti della conquista francese del Tonchino, Henri Rivière e Francis Garnier. Il campo di battaglia di Cầu Giấy, sul quale Rivière cadde il 19 maggio 1883, era stato anche il teatro della sconfitta e della morte di Francis Garnier dieci anni prima, il 21 dicembre 1873.
Ci sono alcune assenze sconcertanti nella lista, come le battaglie della campagna di Kép dell'ottobre 1884 e quelle della campagna di Lạng Sơn del febbraio 1885. In entrambe le campagne il Corpo di spedizione del Tonchino inflisse una serie di sconfitte ai cinesi. La decisione di non commemorare la campagna di Lạng Sơn fu presa perché le conquiste ottenute con questa campagna furono spazzate via nel marzo 1885 dalla famigerata ritirata da Lạng Sơn. Tale omissione fece indignare molti dei veterani che avevano preso parte alla campagna di febbraio. Il tenente Armengaud, ufficiale della Legione straniera, criticò aspramente questa decisione. Nel suo libro Lang-Son Armengaud sostenne che alcuni degli contri di febbraio (Dong Song, Pho Vy, battaglia di Đồng Đăng) potevano essere inclusi, così come le battaglie di Bang Bo e Ky Lua, combattute intorno a Lạng Sơn alla fine di marzo 1885:
Anche la decisione del governo di assegnare la medaglia a tutti i soldati e marinai che avevano combattuto nella campagna del Tonchino e nella guerra franco-cinese è stata controversa. Inizialmente più di 65.000 militari (30.000 soldati e 35.000 marinai) si qualificarono per la medaglia, e in alcuni ambienti si riteneva che il suo rilascio a un numero così elevato di uomini ne sminuisse il significato: